# Pivovar Volt
Pivovar Volt je novodobý minipivovar vzniklý v roce 2017 u přehrady v Jablonci nad Nisou. Pro svá piva volí „elektrické“ názvy. Sládkem pivovaru je od ledna 2018 Martin Palouš.

## Vařená piva

### Svrchně kvašená piva
- 9° Starter – Summer Ale
- 9° Elektrolít - Berliner weisse (meloun, malina, mango, maracuja)
- 10° Jistič - Red Summer Ale
- 11° Polovodič – Brown Ale
- 11° Adaptér - American Pale Ale
- 11° Ultra Violet – levandulový Ale
- 12° Pojistka – American Pale Ale
- 12° Elektron – American Pale Ale
- 12° Gruit – předchůdce chmelového piva
- 12° Akumulátor – bavorská pšenice
- 12,5° Ledka - Witbier
- 13° Protinožec – Australský Pale Ale
- 13° Flash – English India Pale Ale
- 14° Zesilovač – India Pale Ale
- 15° Baterka – India Pale Ale
- 15° Kabel - Wheat India Pale Ale
- 15° Neon – New England Pale Ale
- 16° Eliášuv oheň – Red India Pale Ale
- 16° Blackout – Irish Stout
- 18° Zkrat – American Double India Pale Ale
- 20° Impuls - Imperiál Stout
- 24° Vypínač – Imperiál India Pale Ale

### Spodně kvašená piva
- 10° Dynamo – světlé výčepní pivo
- 11° Jiskra – světlý ležák
- 11° Svatomartinský speciál
- 12° Prezident – světlý ležák
- 12° Pozitron - tmavý ležák
- 12° Sběrač - světlý ležák z vlastní chmelnice
- 13° Nabíječ - tmavý speciální pivo

## Ocenění (2018)

### Pivní pečeť
28. ročník soutěže proběhl od 12. do 17. února v Českých Budějovicích a zúčastnilo se ho 252 pivovarů z 20 zemí celého světa celkem v 35 kategoriích. Za dohledu renomovaných certifikačních autorit soutěžilo 1157 různých druhů piv.
- Kategorie English Pale Ale – 1. místo – 13° Flash[1]

### Jarní cena českých sládků
12. ročník soutěže proběhl od 16. do 17. března. 2018 na Zvíkově, zúčastnilo se 151 pivovarů a v soutěži bylo 639 vzorků piv v 15 kategoriích.
- Kategorie Silná svrchně kvašená piva – 2. místo – 16° Eliášův oheň
- Kategorie India Pale Ale – 2. místo – 15° Baterka

### Pivo České republiky
- Kategorie Světlý ležák z minipivovaru – 1. místo – 11° Jiskra
- Kategorie India Pale Ale – 2. místo – 16° Eliášův oheň

### Zlatý pivní pohár
- Kategorie Speciál – 1. místo – 15° Baterka[3]

### BeerCup
- Kategorie Světlé pivo svrchně kvašené – 1. místo – 15° Baterka
- Kategorie Celkový vítěz soutěže – Pivovar Volt

## Ocenění (2019)

### Pivní pečeť
29. ročník soutěže proběhl od 11. do 16. února v Českých Budějovicích a zúčastnilo se ho 245 pivovarů z 20 zemí celého světa v 33 kategoriích. Za dohledu renomovaných certifikačních autorit soutěžilo 1205 různých druhů piv.
- Kategorie Englieh Pale Ale - 1. místo - 13° Flash
- Kategorie Ochucené pivo - 1. místo - 15°Neon
- Kategorie Extra silné pivo - 3. místo - 24°Vypínač
- Kategorie American Imperiál IPA - 3. místo - 24°Vypínač

### Jarní cena českých sládků
13. ročník soutěže proběhl od 15. do 16. března. 2019 na Zvíkově, zúčastnilo se 152 pivovarů a v soutěži bylo 637 vzorků piv v 15 kategoriích.
- Kategorie Super silná svrchně kvašená piva - 3. místo - 18° Zkrat
- Kategorie Super silná svrchně kvašená piva - 4. místo - 16° Eliášuv oheň

### Pivo České republiky
- Kategorie India Pale Ale – 1. místo – 16° Eliášuv oheň
- Kategorie Pale Ale - 1. místo - 15° Baterka
- Kategorie Pale Ale - 2. místo - 14° Zesilovač
- Kategorie Pale Ale - 4. místo - 9°Startér
- Kategorie Stout a Porter - 3. místo - 20°Impuls

### Zlatý pivní pohár
Kategorie Speciál – 1. místo – 15° Baterka

## Ocenění (2020)

### Pivní pěčeť
30. ročník soutěže proběhl od 17. do 22. února v Českých Budějovicích a zúčastnilo se 271 pivovarů z 24 zemí celého světa v 35 pivních kategorií. Soutěžilo 1409 různých druhů piv.
- Kategorie Tmavý ležák z minipivovaru - 2. místo - 12° Pozitron
- Kategorie Englieh Pale Ale - 4. místo - 13° Flash
- Kategorie American Imperiál IPA - 4. místo - 18° Zkrat
- Kategorie Pšeničná piva - 5. místo - 12° Akumulátor
- Kategorie Ochucenné pivo - 7. místo - 15°Neon

### Jarní cena českých sládků
Ročník 2020 byl zrušen, kvůli nařízení vlády.

### Pivo České republiky
zatím odložené

### Zlatý pivní pohár
Ročník 2020 byl zrušen, kvůli nařízení vlády.